# Millbillillie
Millbillillie — це метеорит, який отримав свою назву від фермерської станції для худоби в Австралії, поблизу якої він впав у жовтні 1960 року. Його класифікували, як евкритовий ахондрит, різновид кам'яного метеорита.

## Історія
Два працівники станції відкривали браму на суміжному паркані, що на шляху між двома фермерськими станціями — Міллбілліллі та Джанді, коли вони побачили яскравий вогняний болід, що летів по небу, «розкидаючи іскри врізнобіч». Об'єкт приземлився на рівнині, розташованій на північ звідти. В той час не проводилося жодних пошуків, зате у 1970 та 1971 місцеві знайшли два уламки; аборигени з того часу віднаходили й інші. Вага найбільшого екземпляра становила 20 кг. Цей, та ще один вагою у 565 грамів зараз зберігаються у Західноавстралійському музеї. Решта уламків розійшлися по різних метеоритних колекціях світу. Знімки окремих екземплярів можна переглянути також на сайті Міжнародного метеоритного товариства.

Знімки одного із екземплярів
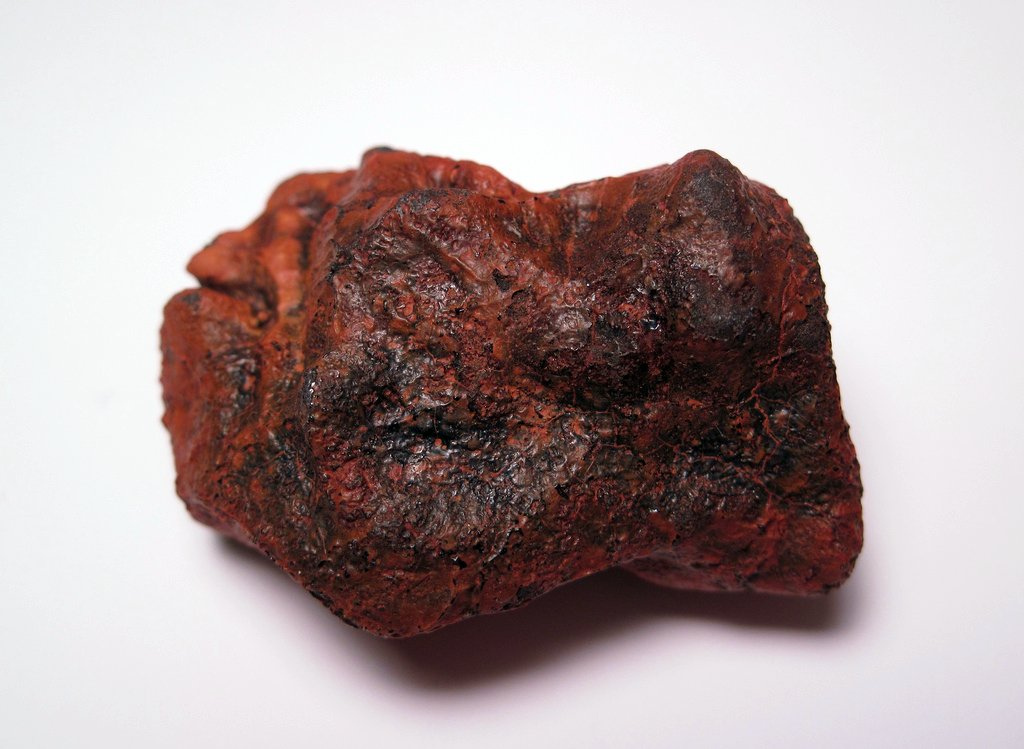
Суцільний уламок вагою у 21.78 г.
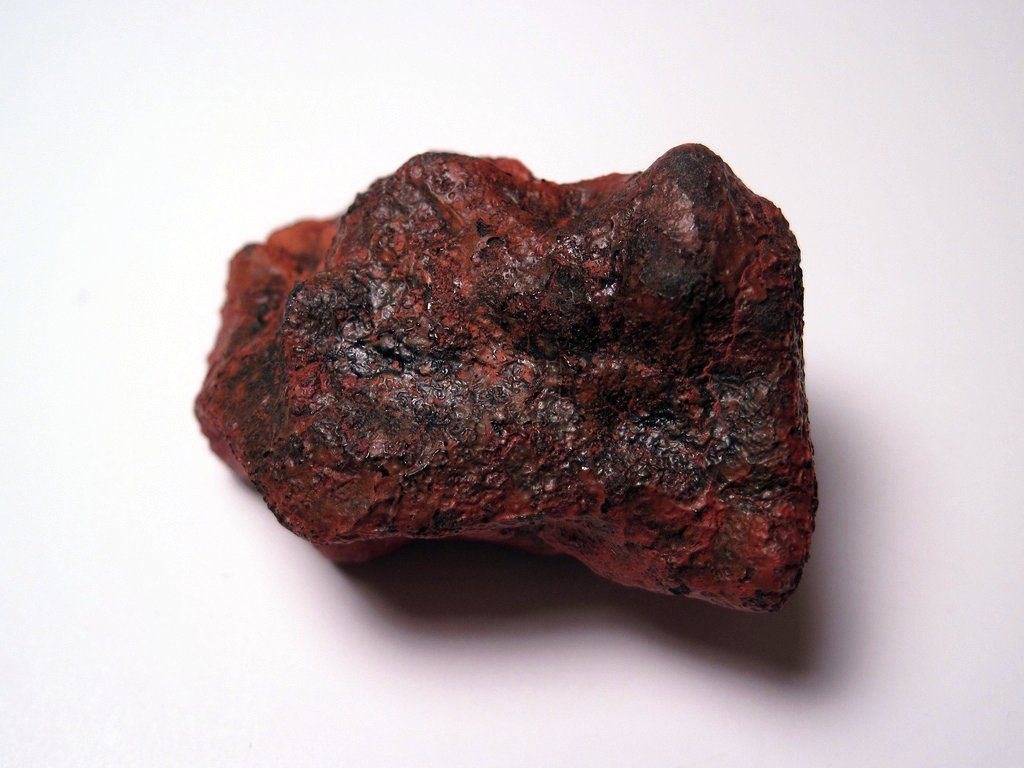
Інший ракурс

Станом на січень 2013 року окремі зразки метеорита Millbillillie можна було придбати за ціною приблизно по 22 $/грам.